# Луи Рено
Вижте пояснителната страница за други личности с името Рено.
 Луи Рено (на френски: Louis Renault) е френски юрист и педагог. За участието му в Хагските мирни конференции е удостоен с Нобелова награда за мир за 1907 г. заедно с Ернесто Теодоро Монета.

## Произход и образование (1843 – 1868)
Роден е на 21 май 1843 година в Отюн, Франция, в семейството на процъфтяващ търговец на книги. Завършва местния лицей, а след това постъпва в Колеж д'Отюн, където завършва с отличен успех философия, математика и литература. Продължава образованието си в Дижонския университет и през 1861 г. получава бакалавърска степен по литература. След това учи седем години право в Парижкия университет и получава докторска степен.

## Кариера (1868 – 1907)
След завръщането си в Дижон, Рено преподава в университета римско и търговско право до 1873 г., когато получава покана да работи към юридическия факултет на Парижкия университет. В продължение на една година той чете лекции по криминално право, а след това му предлагат да стане професор по международно право. Отначало Рено се отнася към смяната на професията си без всякакъв ентусиазъм, но по-късно печели широка известност с блестящите си лекции и книгата „Увод в международното право“ (на френски: Introduction à l'étude du droit international). Две години по-късно Рено оглавява катедрата по международно право в Парижкия университет, освен това работи и като професор в Свободното училище по политически науки.
През 1880 г. Рено става директор на Френския дипломатически архив. По това време той успява да си спечели репутацията на най-големия във Франция специалист по международно право. През 1890 г. министерството на външните работи го кани за консултант по юридическите въпроси. През следващите години Рено представлява нееднократно страната на международни конференции по транспорта, военната авиация, морските проблеми, кредита, а също така и по въпроса за продължаване на Женевската конвенция от 1864 г. За големите си заслуги през 1903 г. Рено е удостоен с титлата извънреден и пълномощен посланик.
Задълбоченото познаване на международното право прави Рено най-подходящият спътник на Леон Буржоа на Хагската конференция през 1899 г., където участва в дискусията по морските въпроси. На Хагската конференция през 1907 г. той работи в комитета, определящ правата на неутралните страни по време на морска война и използването на Женевската конвенция при морските битки. Статусът на ръководител му помага да изглажда конфликтите между различните делегации. За края на конференцията Рено подготвя комюнике.
Като член на Хагския международния арбитражен съд Рено се ползва с такъв авторитет, че е привличан за гледане на дела по-често от който и да е друг юрист. Сред процесите, които води, е делото за японските налози. В решението си, произнесено през 1905 г., съдът установява, че японското правителство няма право да облага с налози подобряването на земята, дадена за безсрочна аренда на граждани или чужди държави.

## Последни години (1907 – 1918)
След получаването на Нобеловата награда Рено продължава да се занимава с научна работа, да преподава и да участва в заседанията на Международния арбитражен съд в Хага. Той е сред арбитрите по „Казабланкското дело“ (1909 г.), в което се оказват замесени френските военни власти, германският консул и правителството на Мароко, по делото Саваркара (1911 г.) и много други.
Рено запазва творческа активност до края на живота си. Умира на 8 февруари 1918 година в Барбизон на 74-годишна възраст.

## Семейство
През 1873 г. Рено се жени за Жулиет Тиафе, от която има син и няколко дъщери.

## Признание
Освен с Нобелова награда Рено е удостоен с награди на 19 страни в света и почетни степени на различни университети. Награден е с ордена на Почетния легион, член е на Френската академия на морала и политическите науки, а през 1914 г. е избран за президент на Академията за международно право в Хага.